# Юдоль (рассказ)
«Юдоль» (Рапсодия) — рассказ Николая Семёновича Лескова, написанный в 1892 году.

## История
Впервые опубликован в журнале Книжки «Недели», 1892, № 6.
Некоторые из читателей поставили под сомнение возможность появления квакеров в России 1840-х годов.
Лесков ответил сомневающимся своеобразной исторической справкой «О квакереях» (первая публикация под заголовком «Post-scriptum к „Юдоли”», Книжки «Недели», 1892, № 10).
По выходе одиннадцатого тома собрания сочинений 1893 года, где были перепечатаны «Юдоль» и «О квакереях», рецензент «Русской мысли» подтвердил точность материалов Лескова о квакершах и времени их появления в России.
При подготовке к изданию 1893 года (одиннадцатый том Собрания сочинений) внесено значительное число поправок и вставлены некоторые новые эпизоды.
Так, например, в журнальном тексте не было эпизода с бабой-дулебой, которая, разлетевшись по мокрому церковному полу, «наполовину просунулась в алтарь».
Также Лесков дал два больших примечания к рассказу, о чем говорится в его письме к В. В. Тимофеевой от 6 апреля 1893 года.

## Содержание
Рассказ основан на событиях во время голода 1840 года в Орловской губернии; в то время когда самому Лескову было 9 лет.
Первая часть описывает страдания народа от голода, суеверия и жестокости доведенных до отчаяния крестьян.
Вторая часть рассказа имеет тенденциозный характер — правдивость образов тёти Полли и квакерши Гильдегарды вызывают сомнения, в частности такое сомнение высказывает сын Лескова.
Возможно при написании этой части сказалось увлечение проповедью Толстого, свойственное Лескову в начале 1890-х годов.